# 第17普通科連隊
第17普通科連隊（だいじゅうななふつうかれんたい、JGSDF 17th Infantry Regiment(Light)）は、陸上自衛隊山口駐屯地（山口県山口市）に駐屯する第13旅団隷下の普通科連隊（軽）である。

## 概要
連隊長は1等陸佐（三）が充てられ、山口駐屯地司令を兼ね、連隊本部、本部管理中隊および3個普通科中隊により編成される。1999年（平成11年）3月に第13師団の第13旅団への改編により軽普通科連隊化された。
訓練は主にむつみ演習場や日本原演習場および日出生台演習場で実施する。警備隊区は山口県全域。

## 沿革
- 1954年（昭和29年）9月10日：第4管区隊隷下部隊として第17普通科連隊本部および第1大隊が小月駐屯地に、第2大隊が曾根駐屯地に編成。
- 1955年（昭和30年）10月21日：山口駐屯地開設により、連隊本部および第1大隊が小月駐屯地から山口駐屯地に移駐。
- 1962年（昭和37年）
  - 1月18日：第13師団新編により、第13師団隷下に編入。
  - 7月26日：第2大隊が曾根駐屯地から別府駐屯地に移駐。
  - 8月15日：第4管区隊の第4師団への改編により、連隊再編。

  1. 第1大隊（山口駐屯地）を基幹として本部管理中隊、4個普通科中隊および重迫撃砲中隊の6個中隊編成となる。
  2. 第2大隊（別府駐屯地）を母体に第41普通科連隊が別府駐屯地で新編。
- 1991年（平成03年）3月29日：第13師団の近代化改編により、自動車化連隊に改編。
- 1999年（平成11年）3月29日：第13師団の旅団化に伴い、普通科連隊（軽）に改編。

1. 第4普通科中隊および重迫撃砲中隊が廃止。
2. 本部管理中隊および3個普通科中隊の4個中隊編成に改編。

- 2004年（平成16年）3月29日：後方支援体制変換に伴い、整備部門を第13後方支援隊第2整備中隊第2普通科直接支援小隊へ移管。
- 2008年（平成20年）3月26日：第13旅団の即応近代化旅団への改編に伴い、第17普通科連隊改編。

## 部隊編成
- 第17普通科連隊本部
- 本部管理中隊「17普-本」
  - 中隊本部
  - 連隊本部班：82式指揮通信車
  - 重迫撃砲小隊：120mm迫撃砲 RT、重迫牽引車
  - 情報小隊：軽装甲機動車、偵察用オートバイ
  - 施設作業小隊：小型ドーザ、資材運搬車
  - 通信小隊
  - 補給小隊：3 1/2tトラック
  - 衛生小隊：1トン半救急車
  - 狙撃班
- 第1普通科中隊「17普-1」：高機動車、81mm迫撃砲 L16、01式軽対戦車誘導弾
- 第2普通科中隊「17普-2」：高機動車、81mm迫撃砲 L16、01式軽対戦車誘導弾
- 第3普通科中隊「17普-3」：軽装甲機動車、81mm迫撃砲 L16、01式軽対戦車誘導弾

## 整備支援部隊
- 第17普通科連隊本部管理中隊管理整備小隊「17普-本」（山口駐屯地）：1962年（昭和37年）8月15日（再編）から2004年（平成16年）3月28日までの間。
- 第13後方支援隊第2整備中隊第2普通科直接支援小隊「13後支-2整」（山口駐屯地）：2004年（平成16年）3月29日から

## 主要幹部
| 官職名                             | 階級    | 氏名     | 補職発令日     | 前職                             |
| ---------------------------------- | ------- | -------- | -------------- | -------------------------------- |
| 第17普通科連隊長 兼 山口駐屯地司令 | 1等陸佐 | 永木裕治 | 2023年12月22日 | 陸上幕僚監部監理部総務課渉外班長 |

| 代 | 氏名       | 在職期間                        | 前職                                      | 後職                                            |
| -- | ---------- | ------------------------------- | ----------------------------------------- | ----------------------------------------------- |
| 01 | 藤井一美   | 1954年09月10日 - 1955年11月15日 | 第4管区総監部第4部長                      | 第4管区総監部付                                 |
| 02 | 一水伝     | 1955年11月16日 - 1958年07月31日 | 自衛隊鹿児島地方連絡部長                  | 自衛隊大分地方連絡部長                          |
| 03 | 衛藤武     | 1958年08月01日 - 1959年07月31日 | 陸上幕僚監部付                            | 中部方面総監部準備本部幕僚副長                  |
| 04 | 桜井文雄   | 1959年08月01日 - 1961年07月31日 | 第15普通科連隊副連隊長                    | 自衛隊栃木地方連絡部長                          |
| 05 | 篠田健一   | 1961年08月01日 - 1963年11月15日 | 自衛隊香川地方連絡部長                    | 朝霞駐とん地業務隊長                            |
| 06 | 安元至誠   | 1964年03月16日 - 1966年07月15日 | 西部方面総監部業務室長                    | 第8師団司令部幕僚長                             |
| 07 | 田中象二   | 1966年07月16日 - 1968年07月15日 | 陸上幕僚監部第3部編成班長                 | 陸上幕僚監部第3部副部長                         |
| 08 | 藤本健市   | 1968年07月16日 - 1970年07月15日 | 第7師団司令部第1部長                      | 西部方面総監部第2部長                           |
| 09 | 平井登     | 1970年07月16日 - 1972年07月16日 | 第13師団司令部第3部長                     | 陸上自衛隊富士学校研究部第2課長                 |
| 10 | 定行英彦   | 1972年07月17日 - 1974年07月15日 | 防衛大学校勤務                            | 陸上幕僚監部総務課総括班長                      |
| 11 | 井上治     | 1974年07月16日 - 1977年03月15日 | 陸上自衛隊幹部候補生学校勤務              | 陸上自衛隊幹部候補生学校勤務                    |
| 12 | 青砥聖     | 1977年03月16日 - 1978年11月30日 | 陸上幕僚監部第3部防衛班長                 | 東北方面総監部幕僚副長                          |
| 13 | 寺島泰三   | 1978年12月01日 - 1980年03月16日 | 陸上自衛隊富士学校普通科部 教育課長       | 陸上幕僚監部装備部管理・輸送課長                |
| 14 | 國枝金正   | 1980年03月17日 - 1982年03月15日 | 陸上幕僚監部調査部調査第1課 企画班長      | 陸上自衛隊幹部学校研究員                        |
| 15 | 里中哲朗   | 1982年03月16日 - 1984年03月28日 | 陸上幕僚監部防衛部防衛課 編成班長         | 陸上自衛隊幹部学校研究員                        |
| 16 | 渡邊一順   | 1984年03月29日 - 1986年03月16日 | 陸上幕僚監部人事部厚生課 厚生班長         | 中部方面総監部人事部勤務                        |
| 17 | 大北太一郎 | 1986年03月17日 - 1988年07月06日 | 第10師団司令部第3部長                     | 陸上幕僚監部装備部装備計画課長                  |
| 18 | 三浦統男   | 1988年07月07日 - 1991年03月15日 | 第9師団司令部第4部長                      | 陸上自衛隊富士学校総合研究開発部 主任研究開発官 |
| 19 | 加賀本昭雄 | 1991年03月16日 - 1993年11月30日 | 対馬警備隊長 兼 対馬駐屯地司令            | 陸上自衛隊幹部候補生学校教育部長                |
| 20 | 寺崎寛     | 1993年12月01日 - 1996年11月30日 | 陸上幕僚監部装備部装備計画課 補給管理班長 | 東部方面総監部装備部長                          |
| 21 | 廣瀬清一   | 1996年12月01日 - 1998年06月30日 | 陸上自衛隊幹部学校研究員                  | 第9師団副師団長 兼 青森駐屯地司令               |
| 22 | 田原昭彦   | 1998年07月01日 - 2001年01月10日 | 陸上幕僚監部付                            | 陸上幕僚監部防衛部運用課 予備自衛官運用室長     |
| 23 | 有吉登聖   | 2001年01月11日 - 2002年07月31日 | 陸上自衛隊幹部学校研究員                  | 陸上幕僚監部防衛部防衛課 防衛調整官             |
| 24 | 下保英幸   | 2002年08月01日 - 2004年07月31日 | 陸上自衛隊冬季戦技教育隊長                | 陸上自衛隊北海道補給処装備計画部 企画課長       |
| 25 | 末廣治之   | 2004年08月01日 - 2007年07月31日 | 北部方面総監部人事部厚生課長              | 第8師団司令部監察官                             |
| 26 | 池田和典   | 2007年08月01日 - 2009年03月23日 | 陸上自衛隊研究本部研究員                  | 統合幕僚監部防衛計画部計画課 業務計画班長       |
| 27 | 森下喜久雄 | 2009年03月24日 - 2011年07月31日 | 陸上幕僚監部装備部開発課 開発第3班長      | 陸上自衛隊幹部学校学校教官                      |
| 28 | 島瀬達也   | 2011年08月01日 - 2013年06月30日 | 中部方面総監部人事部募集課長              | 陸上自衛隊会計監査隊 中部方面分遣隊長           |
| 29 | 山口真司   | 2013年07月01日 - 2016年03月13日 | 北部方面総監部総務部広報室長              | 第13旅団司令部付                                |
| 30 | 岩上隆安   | 2016年03月14日 - 2017年07月31日 | 陸上自衛隊幹部学校付                      | 中央即応集団司令部付                            |
| 31 | 川内康孝   | 2017年08月01日 - 2019年12月19日 | 陸上自衛隊幹部候補生学校主任教官          | 中部方面総監部総務部総務課長                    |
| 32 | 杵淵賢一   | 2019年12月20日 - 2021年11月30日 | 統合幕僚監部総務部人事教育課 人材育成班長 | 第3陸曹教育隊長                                 |
| 33 | 山室知由   | 2021年12月01日 - 2023年12月21日 | 陸上自衛隊関西補給処桂支処総務部長        | 中部方面総監部防衛部防衛課 陸上連絡官           |
| 34 | 永木裕治   | 2023年12月22日 -                | 陸上幕僚監部監理部総務課渉外班長          |                                                 |

## 主要装備
- 軽装甲機動車
- 高機動車
- 1/2tトラック / 73式小型トラック
- 1 1/2tトラック / 73式中型トラック
- 3 1/2tトラック / 73式大型トラック
- 89式5.56mm小銃
- 5.56mm機関銃MINIMI
- 84mm無反動砲
- 81mm迫撃砲 L16
- 120mm迫撃砲 RT
- 01式軽対戦車誘導弾

## 廃止（改編）部隊
- 1999年（平成11年）3月28日廃止
  - 第17普通科普通科連隊第4普通科中隊「17普-4」（山口駐屯地）：
  - 第17普通科連隊重迫撃砲中隊「17普-重迫」（山口駐屯地）：第17普通科連隊本部管理中隊重迫撃砲小隊に縮小改編。

## 警備隊区
- 第1普通科中隊：岩国市、柳井市、光市、周南市、下松市、田布施町、周防大島町、和木町、平生町
- 第2普通科中隊：山口市、防府市、萩市、長門市、阿武町
- 第3普通科中隊：下関市、宇部市、山陽小野田市、美祢市

## 災害派遣
2011年3月11日に起きた東日本大震災の際、福島県に派遣され5月3日からは福島第一原子力発電所事故で警戒区域となっている浪江町でも活動、最後の80人は6月15日に山口市に帰隊した。連隊が発見した遺体は約10。
2016年4月16日より断続的に発生した熊本県熊本地方を震央とする「平成28年熊本地震」で南阿蘇村にて捜索活動を行っている。